# Švýcarská demokracie
Švýcarská demokracie (www.svycarska-demokracie.cz) (zkratka Švýcarská demokracie) je české pravicové sociálně konzervativní politické hnutí, které vzniklo v roce 2010 v Uherském Hradišti pod názvem Zdravé Hradiště. Současným předsedou hnutí je Tomáš Raždík.
Od roku 2021 hnutí spolupracuje se Stranou státu přímé demokracie – Stranou práce, ve sněmovních volbách v roce 2021 za něj neúspěšně kandidoval do Poslanecké sněmovny předseda strany Radoslav Štědroň. Na kandidátce Středočeského kraje hnutí v těchto volbách podpořila také molekulární genetička Soňa Peková.

## Program
Hlavními cíli hnutí jsou změna Ústavy ČR, budování nezávislosti a prosperity země a zvyšování životní úrovně všech občanů.
Hnutí srovnáním se Švýcarskem upozorňuje na zásadní nedostatky demokracie a politického systému České republiky. Tyto nedostatky považuje hnutí za důvod, proč ČR v mnoha ohledech zaostává za Švýcarskem – hospodářsky (HDP na obyvatele), v politické stabilitě, v obranyschopnosti, v kupní síle obyvatel, ve stabilitě měny, nízké míře inflace, ve velikosti zlatých rezerv, v nezávislosti a pod.
Hnutí upozorňuje na odlišný volební systém. Ve Švýcarsku neexistuje limit 5 % pro získání mandátu poslance. Do Poslanecké sněmovny (Nationalrat) je možné se dostat s pouhým jedním poslancem, což matematicky odpovídá 0,5 % hlasů. Ve volbách do Poslanecké sněmovny Parlamentu ČR v roce 2021 propadlo zhruba 970 000 hlasů, protože tyto hlasy připadly stranám, které celkově získaly méně než 5 % hlasů (v předchozích volbách do PSP ČR v roce 2017 bylo takto ignorováno zhruba 230 000 hlasů). Mandáty, které by měly připadnout stranám se ziskem méně než 5 % hlasů, si poté rozdělí strany se ziskem 5 a více procent (ve volbách roku 2021 si tak velké strany rozdělily zhruba 37 mandátů). Hnutí Švýcarská demokracie toto považuje za nepřijatelné ignorování demokratické vůle občanů a navrhuje změnu volebního zákona.
Hnutí upozorňuje na údajné nepochopení významu horní komory Parlamentu v ČR. Senát má dle něj význam v případě federativního uspořádání státu. V tomto případě jsou občané celé federace proporčně zastoupeni poslanci v Poslanecké sněmovně. Aby populačně malé státy nebyly vždy přehlasovány populačně velkými státy, jsou v Senátu zastoupeny disproporčně, malé státy mají v poměru k velikosti populace nárok na více poslanců. Jednotlivé státy v USA mají populaci v rozmezí zhruba 500 tisíc až 40 milionů obyvatel, každý stát je však v Senátu zastoupen dvěma senátory. Ve Švýcarsku 21 % občanů žijících v nejmenších kantonech drží nadpoloviční většinu senátorů v Senátu. Hnutí považuje federativní uspořádání a decentralizaci státu za jeden z hlavních úspěchů Švýcarska a navrhuje jeho zavedení v ČR prostřednictvím změny ústavy.
Hnutí upozorňuje na zásadní rozdíl v rozdělení moci mezi politikem a občanem ve Švýcarsku a v ČR. Ve Švýcarsku ústavu a její změny schvalují výhradně občané v referendu. Lid tak stanovuje hlavní pravidla nastavení a řízení státu. Politici pak už jen vykonávají, co je dáno ústavou. V ČR ústavu schvalují a mění politici samotní, což znamená, že si vrcholní politici sami stanovují pravidla, kterými se mají řídit. To hnutí považuje za základ politických problémů ČR a navrhuje toto vyřešit prostřednictvím změny ústavy.
Hnutí upozorňuje, že ve Švýcarsku mají daně ústavní stropy (např. DPH má strop 7,7 %). Ústava ČR žádné stropy daní nestanovuje. Hnutí navrhuje toto vyřešit prostřednictvím změny ústavy.
Hnutí upozorňuje, že ústava Švýcarska stanovuje povinnost státu hospodařit s vyrovnaným rozpočtem a Švýcarsko dlouhodobě (od roku 2003) snižuje státní dluh. ČR naopak za celou dobu existence nepřijalo zákon o vyrovnaném státním rozpočtu a státní dluh ČR dlouhodobě roste. Hnutí navrhuje toto vyřešit přijetím nové ústavy.
Hnutí dále na svých stránkách uvádí další řadu odlišností v nastavení politického systému Švýcarska a ČR. Například mezinárodní smlouvy musí být ve Švýcarsku předkládány ke schválení občanům, občané mohou zrušit v referendu rozhodnutí Parlamentu a pravomoc státu vybírat daně je dokonce dočasná a musí být pravidelně prodlužována občany v referendu.
Hnutí dalo občanům ČR k dispozici český překlad ústavy Švýcarska na svých webových stránkách. Český překlad ústavy Švýcarska byl do té doby pro občany ČR prakticky nedostupný.

## Volební výsledky

### Volby do Poslanecké sněmovny
| Volby | Počet hlasů | Hlasy v % | Počet mandátů |
| ----- | ----------- | --------- | ------------- |
| 2021  | 16 823      | 0,31 %    | 0             |